# Музей истории Оренбурга
Музей истории Оренбурга — муниципальный историко-краеведческий музей в Оренбурге. Расположен в историческом здании середины XIX века, являющемся памятником федерального значения. Музей открылся в 1983 году как отдел досоветского периода истории России Оренбургского областного краеведческого музея, в 1989 году преобразован в самостоятельный Музей истории Оренбурга. В составе основной экспозиции в залах музея — экспонаты, повествующие об основании города, Крестьянской войне под предводительством Емельяна Пугачёва, пребывании в Оренбурге А. С. Пушкина, быте оренбуржцев в XIX — начале XX века.
Музей истории Оренбурга имеет сеть филиалов в городе, преимущественно мемориального характера. Это Музей-гауптвахта Тараса Шевченко, Музей-квартира Юрия и Валентины Гагариных, Музей «Дом Памяти», Музей космонавтики и Оренбургский народный музей защитников Отечества имени генерала М. Г. Черняева. Ранее подразделением Музея истории Оренбурга являлся Музей-квартира Леопольда и Мстислава Ростроповичей.

## Здание

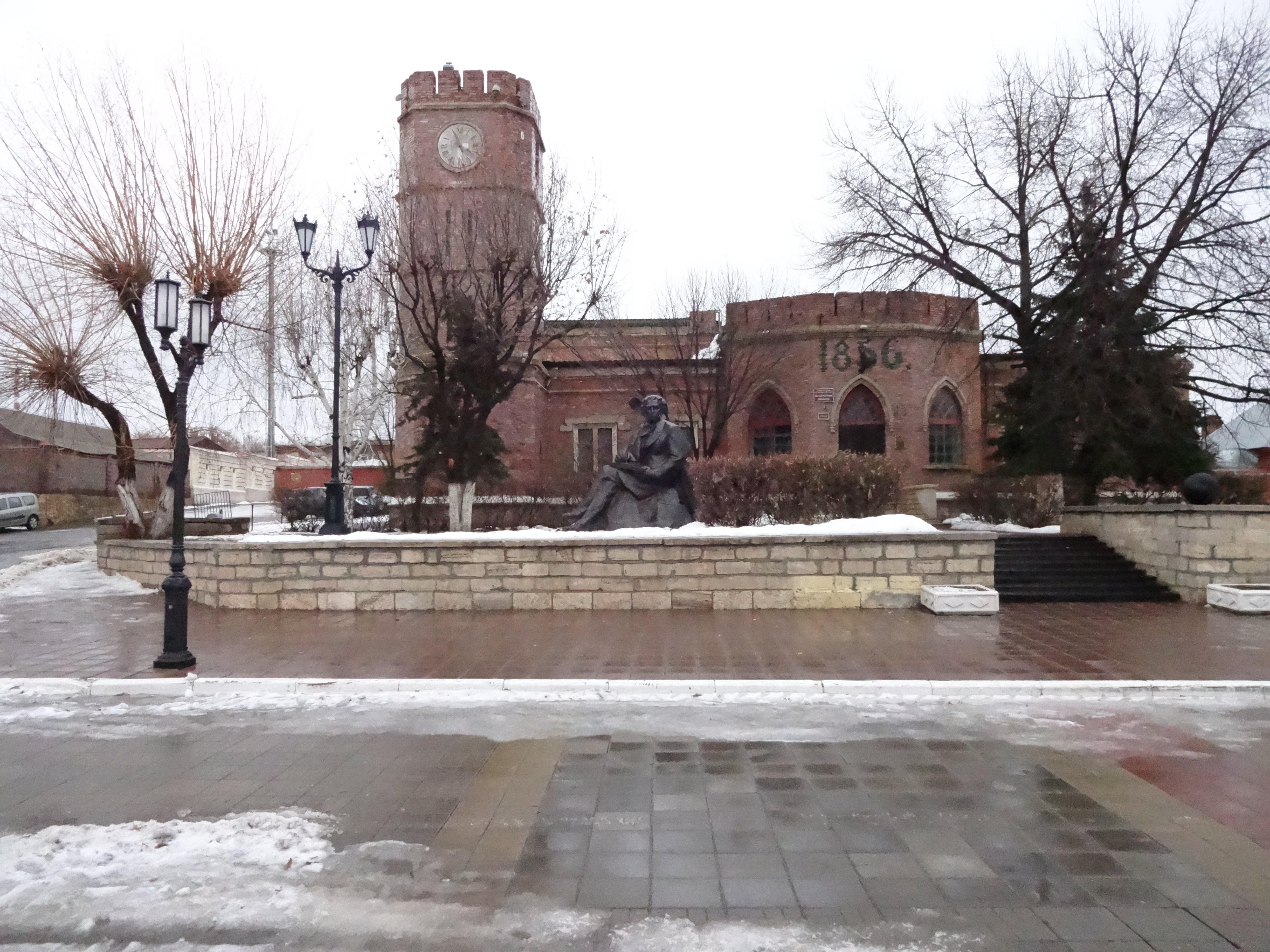
Здание музея и памятник А. С. Пушкину перед ним (западный фасад)

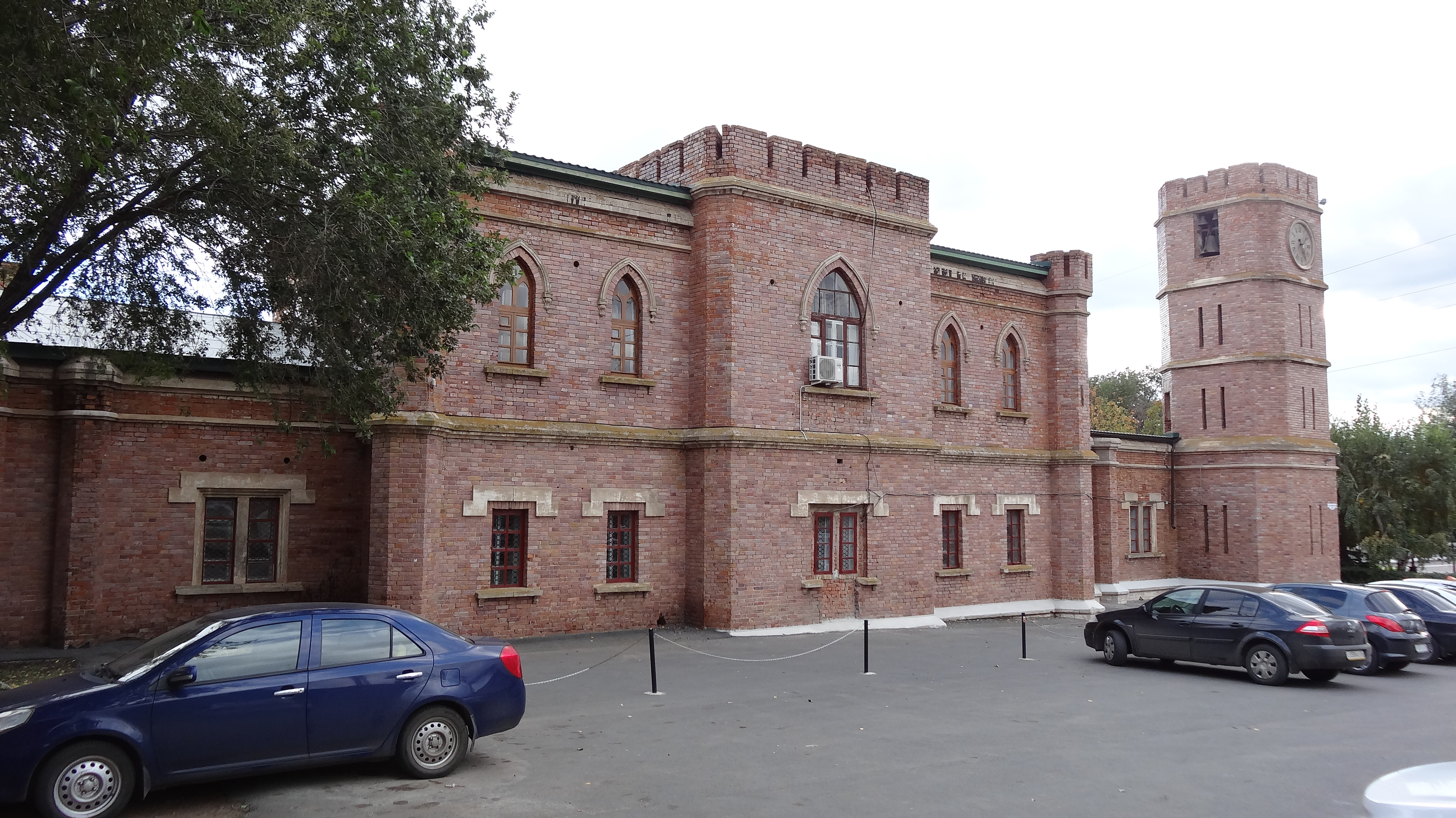
Вид на здание музея со стороны центра города (северный фасад)

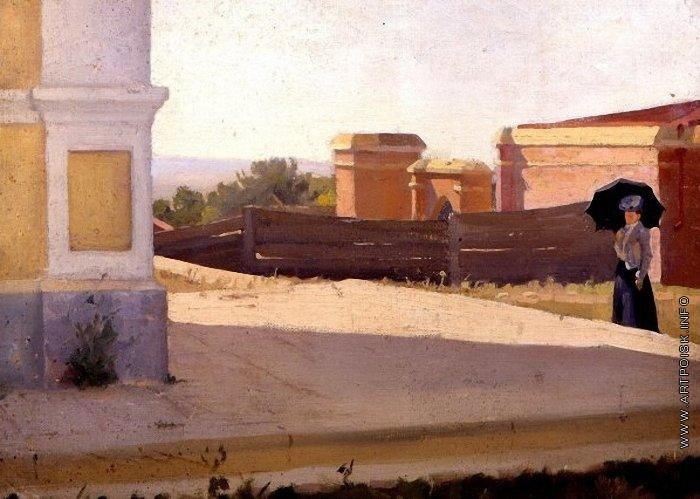
Л. В. Попов. «Городской пейзаж» (изображение отзеркалено)

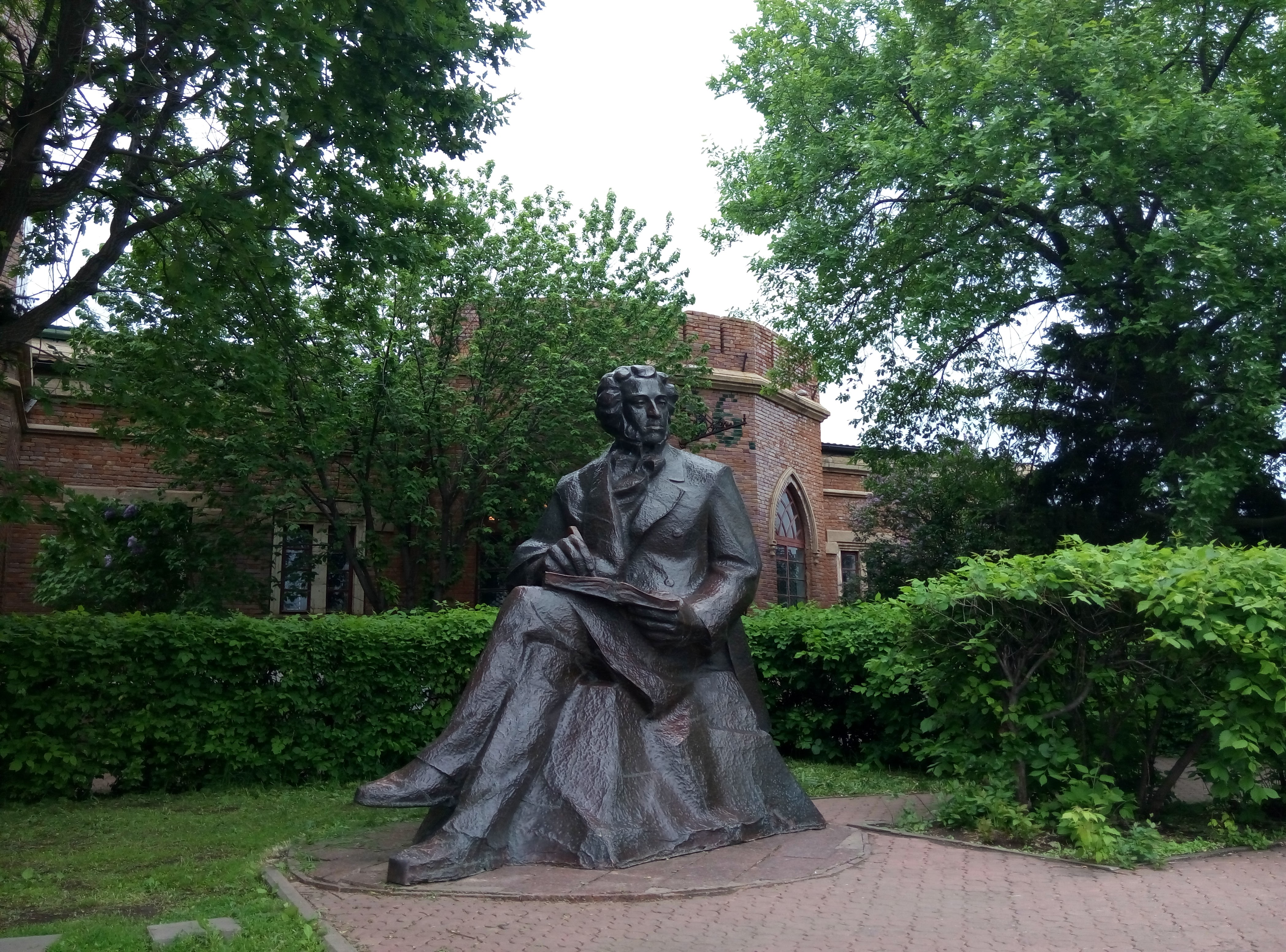
Памятник Пушкину

Главное здание Музея истории Оренбурга находится в границах исторического района Беловка, на высоком берегу реки Урал. Оно было построено в середине XIX века и на сегодняшний день является памятником градостроительства и архитектуры федерального значения.
В 1853 году, во время своего второго губернаторства в Оренбурге, генерал-губернатор Оренбургской губернии В. А. Перовский обратился в министерство внутренних дел с просьбой о строительстве новой кладовой для Оренбургского казначейства. Было решено возвести каменную кладовую с унтер-офицерской гауптвахтой на средства, взысканные с горожан по особому сбору «на устройство присутственных мест и тюрем». Подряд на строительство выполнил крепостной архитектор-самоучка Иван Петрович Скалочкин, родом из деревни Вахрушово Ярославского уезда Ярославской губернии, имения графов Кутайсовых.
В 1856 году, через 3 года после начала хлопот о строительстве здания, оно было завершено. Казначейская кладовая была построена в оригинальном стиле псевдоготики (неоготики) и напоминает небольшую средневековую крепость. В плане здание представляет собой букву «Г». Два его крыла с плоской крышей, обращённые на запад и на север, соединены восьмигранной башней с двойными узкими окнами-бойницами. Башня разделена горизонтальными поясами на четыре яруса и наверху увенчана крепостными зубцами. Имеет проёмы-звонницы с колоколами на перекладинах. Она завершает перспективу одной из центральных улиц старой части Оренбурга — Дмитриевского (бывшего Атаманского) переулка.
Главный вход в здание расположен на западном фасаде и решён в виде массивного трёхгранного ризалита с зубцами над белокаменным карнизом. Вход и окна по бокам от него имеют стрельчатые арки, с оконным членением, характерным для готического стиля, с рельефно выделенными белыми бровками, снабжёнными гирьками. Цветным кирпичом над входом выложена дата — «1856». Первый этаж имеет преимущественно двойные оконные проёмы, с белокаменными простенками, под белокаменными горизонтальными перемычками, имеющими «ушки», оформлен выступающими пилонами. Второй этаж северного фасада — вновь готические стрельчатые окна с бровками и гирьками. Северный фасад оформлен угловыми башенками, центральный ризалит также имеет зубцы.
Цветовое решение здания построено на контрасте белокаменных элементов (цоколя, крылец, междуэтажных карнизов, подоконных карнизов с камешками, оконных простенков, перемычек, бровок) и красного лицевого кирпича со светло-коричневыми и розовыми оттенками. Тычки (торцы) и ложки (стороны) кирпичей покрыты глазурью. Внутренние помещения имеют анфиладную планировку. Тип перекрытия — коробовые своды, с распалубками. К особо выдающимся элементам интерьера относятся лестница с литыми стойками и кованой решёткой и полы части второго этажа из метлахской плитки светло-жёлтого и коричневого цветов с меандром по бордюру.
На башне здания были установлены часы «таможенного ведомства», ранее помещавшиеся на Гостином дворе Оренбурга. С 1857 года решением генерал-губернатора А. А. Катенина строение было отдано под гауптвахту. В западной его части разместилась караульная служба, в северном крыле были камеры для заключённых. Здание гауптвахты, как считается, было изображено на одном из полотен оренбургского художника Лукиана Попова — «Городской пейзаж» (ныне находится в собрании Оренбургского областного музея изобразительных искусств). На переднем плане картины — каменная площадка Преображенского собора (впоследствии разрушен), а вдалеке, за неприглядным забором из почерневших досок, видна верхняя часть гауптвахты.
Относительно неизменным внешний вид гауптвахты оставался до начала 1930-х годов. В 1931 году часы-куранты с её башни были демонтированы и перевезены в Самару, в только что построенный Дом Красной армии Приволжского военного округа. В 1970-х годах перед главным входом в здание был устроен палисадник с подпорными стенами из плит ракушечника и импровизированной оградой в виде металлических шаров с цепями. В 1977 году в палисаднике был установлен памятник А. С. Пушкину авторства скульптора В. Степаняна. По своему прямому назначению здание гауптвахты использовалось в эпоху Российской империи и во времена СССР до конца 1970-х годов.

## История музея

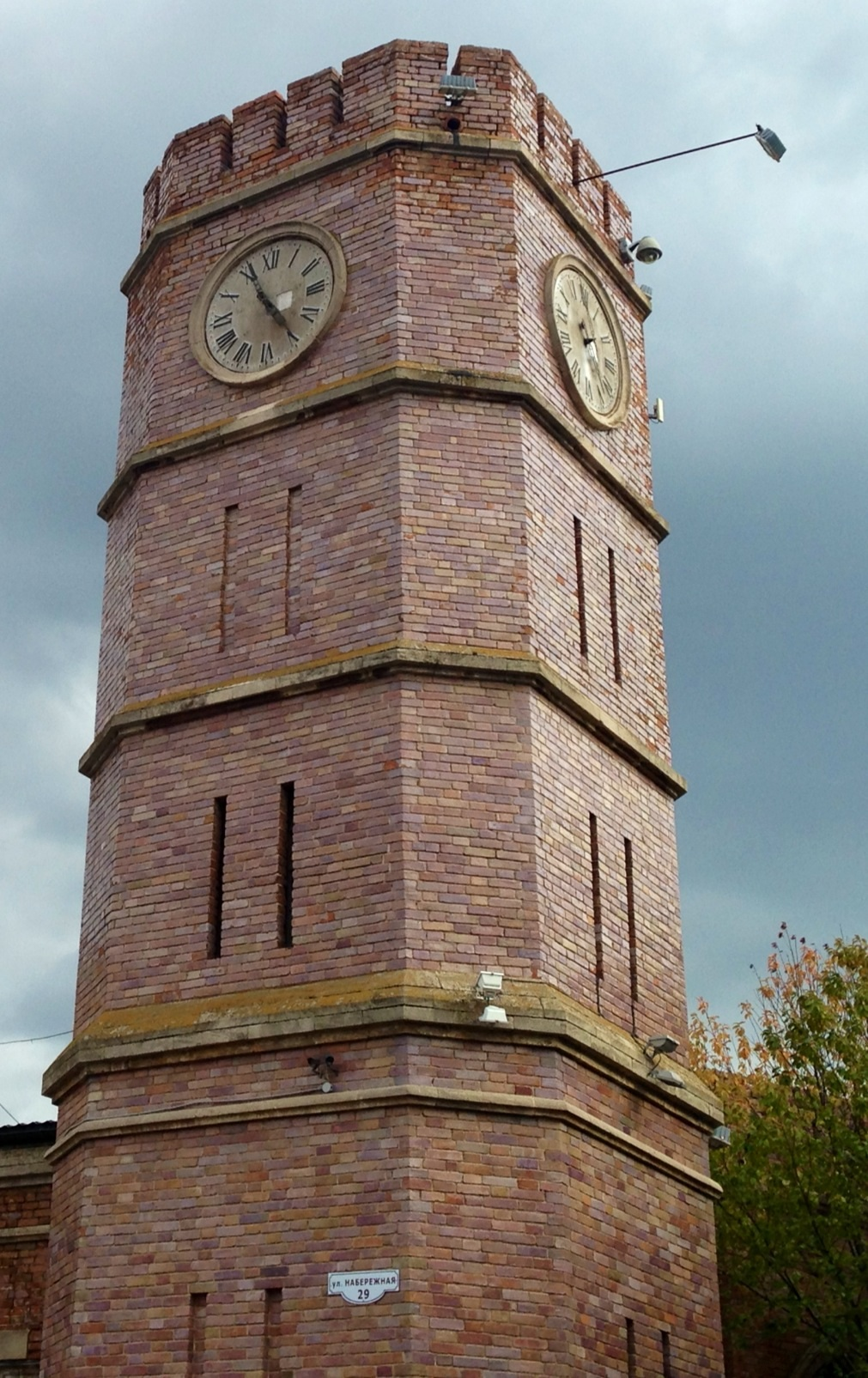
Часовая башня

По некоторым данным, переговоры о передаче помещения гауптвахты под музейные нужды Оренбургскому областному краеведческому музею велись с 1970 года. В 1978 году усилиями председателя Оренбургского горисполкома Ю. Д. Гаранькина здание было передано Приволжским военным округом в ведение города, началась его реставрация. Открыт был музей 30 апреля 1983 года, к 240-летию со дня основания Оренбурга. Первоначально здесь размещался отдел досоветского периода истории России Оренбургского краеведческого музея.
В начале 1980-х годов по инициативе Юрия Гаранькина для башни музея были изготовлены новые маятниковые часы с колокольным боем. По проекту оренбургского часовщика Н. С. Кузнецова бронзовые и чугунные детали были выточены на аппаратном и машиностроительном заводах, 7 колоколов были отлиты на Оренбургском тепловозоремонтном заводе. Сборку механизма осуществили сотрудники завода «Металлист». Куранты колоколами отбивают время, при этом звучит мелодия «Расцвели оренбургские степи» советского композитора Г. Ф. Пономаренко.
Первоначально в 6 залах музея были размещены экспозиции, темами которых были:
- древнейшая история Оренбуржья;
- история основания города;
- Крестьянская война под предводительством Емельяна Пугачёва;
- пребывание А. С. Пушкина в Оренбурге;
- этнография, быт, система управления Оренбурга в XIX веке, значительное внимание было уделено народам, населявшим край (башкиры, татары, украинцы, немцы, евреи, казачество)[9];
- известные оренбуржцы (например, к уроженцам края иногда относят Н. М. Карамзина и И. А. Крылова, в детстве в городе жил Г. Р. Державин) и исследователи Оренбуржья (А. фон Гумбольдт, И. И. Лепёхин, П. С. Паллас, П. И. Рычков, Э. А. Эверсман)[8].

В 1989 году отдел досоветской истории краеведческого музея был преобразован в самостоятельный Музей истории Оренбурга.
В 1992 году к имеющимся шести музейным залам добавилось ещё три. В 1995 году на основании Указа Президента Российской Федерации здание получило статус памятника культуры федерального значения. В 2003 году, к 260-летию города, были открыты новые экспозиции: архитектура Оренбурга, интерьер комнаты жителя города конца XIX — начала XX века и экспозиция «Прощай, XX век». За годы своего существования Музей истории Оренбурга получил в своё подчинение 6 филиалов (в 1989, два в 2001, в 2003, 2007 и 2014 годах). К 2016 году музей посетило более 1,5 млн человек. Среди почётных гостей — М. А. Глузский, М. А. Ульянов, Е. А. Евтушенко, Л. Н. Толкалина и другие.

### Музей-квартира Ростроповичей

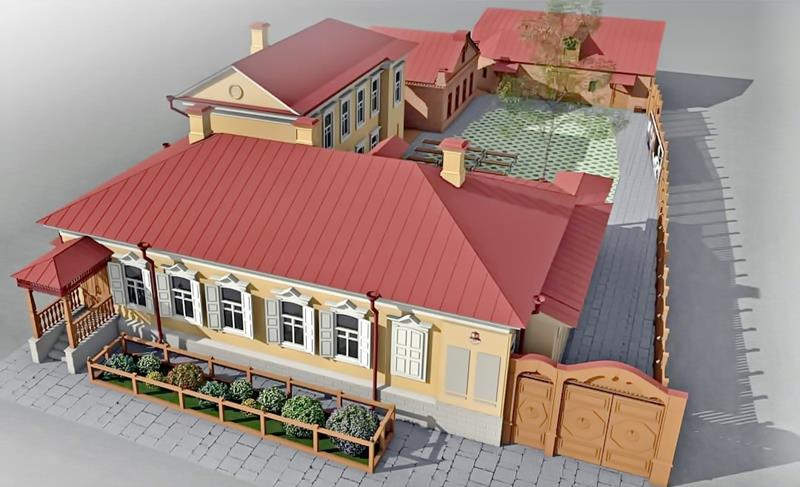
Дом-музей семьи Ростроповичей

В 2001—2018 годах структурным подразделением Музея истории Оренбурга являлся Мемориальный музей-квартира Леопольда и Мстислава Ростроповичей, располагавшийся в доме № 25 по улице Зиминской, где в 1941—1943 годах в эвакуации проживал Мстислав Ростропович с родителями, Леопольдом Ростроповичем и Софьей Федотовой, и сестрой Вероникой. Музей открылся в ноябре 2001 года при содействии главы администрации Оренбурга Ю. Н. Мищерякова: в муниципальную собственность была выкуплена часть строения для организации на этих площадях музейной экспозиции. На открытии присутствовал сам М. Л. Ростропович.
Вторая половина дома оставалась в частном владении, между её собственниками и муниципалитетом в первой половине 2000-х годов развивался конфликт, окончившийся принудительным освобождением комнат, предназначенных под музей, с участием судебных приставов. В доме-музее Ростроповичей был воссоздан мемориальный интерьер, представлены фотографии семьи, вещи времён Великой Отечественной войны и концертный костюм Мстислава Ростроповича. Музей проводил музыкальные вечера и концерты, праздники, вёл просветительскую деятельность (занятия, лекции).
Собственниками второй половины дома был организован частный музей Ростроповичей. В 2012 году они выставили принадлежащие им помещения на продажу. В 2018 году по решению губернатора Оренбургской области Юрия Берга областные власти выкупили половину строения у частных владельцев, вместе с экспонатами, а комнаты, где существовала «муниципальная» экспозиция, стали областной собственностью. Объединённый музей был передан в ведение Оренбургского областного музея изобразительных искусств.

## Экспозиция

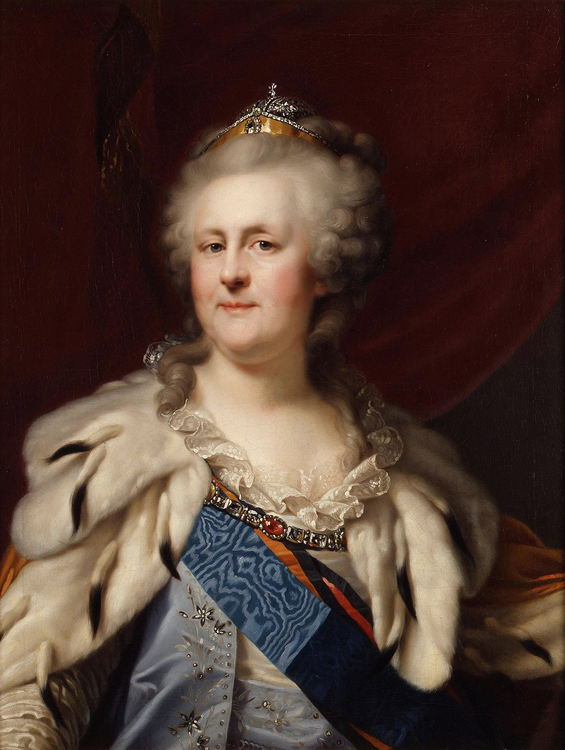
Погрудный вариант прижизненного портрета Екатерины II авторства И. Б. Лампи

Выставочная площадь музея составляет 1225 м², площадь фондохранилищ — 150 м², площадь зелёных насаждений, находящихся в ведении музея, — 0,4 га. Фонды насчитывают 8,7 тыс. единиц хранения. В составе основного музейного фонда, в частности, находятся предметы башкирской, казахской, мордовской национальной одежды, личные вещи и фотографии поэта Ю. С. Энтина, оперной певицы Л. П. Филатовой, актёра В. А. Борцова, фотографии Героев Советского Союза и Героев Российской Федерации и многое другое.
По состоянию на 2018 год в главном здании Музея истории Оренбурга представлены следующие постоянные экспозиции:

План Оренбургской крепости в Музее истории Оренбурга

- Экспозиция в фойе музея. Центральное место занимает картина «Оренбург в трёх веках», созданная оренбургскими художниками А. А. Власенко и В. М. Ерёменко в период реконструкции здания гауптвахты под музейные нужды[4]. Разделённое на три части полотно, созданное в том числе с использованием видов города XIX века авторства Б. Ф. Залесского и А. Ф. Чернышёва, старых гравюр и рисунков, рассказывает об истории Оренбурга в XVIII, XIX и XX веках. Также здесь находится один из ценнейших экспонатов музея — копия прижизненного портрета Екатерины II (погрудный вариант) И. Б. Лампи (Старшего), подаренная городу в 1998 году, к 255-летию со дня основания Оренбурга, художником И. С. Глазуновым[14].
- «История основания Оренбурга». Главным элементом экспозиции является макет Оренбургской крепости середины — второй половины XVIII века. Воссоздан облик типичной лавки купца из Средней Азии того периода (представлены товары — одежда, посуда, предметы быта, а также старинные монеты). В числе экспонатов — бронзовая пушка 1703 года, фрагмент первого городского водопровода, фрагменты триумфальных Елизаветинских ворот, гравюры, документы и предметы XVIII века, рассказывающие в том числе и о таких государственных деятелях, как И. К. Кириллов, И. И. Неплюев, П. И. Рычков, В. Н. Татищев[15][16].
- «Крестьянская война 1773—1775 годов под предводительством Е. И. Пугачёва». Главными экспонатами этого зала являются диорама «Штурм повстанческой армией Е. И. Пугачёва города-крепости Оренбурга», карта Крестьянской войны, ядра и сигнальная пушка этого периода, копия клетки, в которой некоторое время содержался пойманный Пугачёв. Экспозицию дополнили переданные в музей предметы реквизита снимавшегося в 1998—1999 годах в Оренбургской области исторического фильма «Русский бунт» по повести А. С. Пушкина «Капитанская дочка» о событиях пугачёвского восстания: пушечные лафеты и повстанческие знамёна[17].

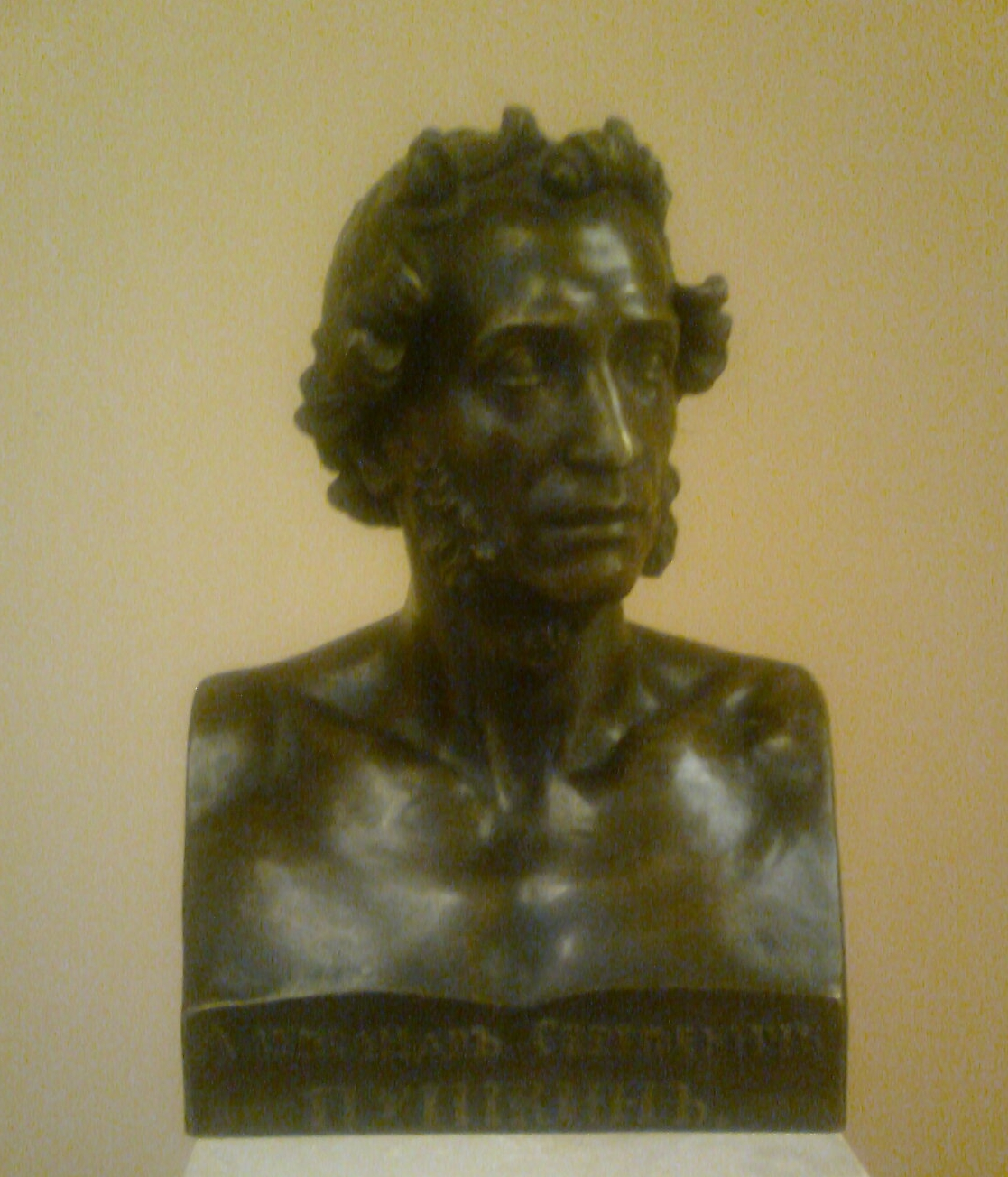
Оригинал бюста А. С. Пушкина работы И. П. Витали в собрании Государственного Русского музея

- «А. С. Пушкин и Оренбург». Экспозиция посвящена пребыванию Пушкина в Оренбурге 18—20 сентября 1833 года и его путешествию по Оренбургской губернии в сопровождении В. И. Даля в целях сбора сведений о восстании Пугачёва, прежде всего — рассказов очевидцев, для «Истории Пугачёва» и написанной позднее «Капитанской дочки». Зал украшен полотнами оренбургского художника Н. П. Ерышева «А. С. Пушкин и В. И. Даль на берегу Урала», «Беседа А. С. Пушкина с казачкой Бунтовой в Бердской слободе», представлена часть интерьера дворянской гостиной первой половины XIX века. Один из интересных экспонатов — бюст Пушкина каслинского чугунного литья, изготовленный в 1899 году[8]. Эта скульптура создана на Каслинском литейном заводе по мраморному бюсту работы И. П. Витали, выполненному при участии П. В. Нащокина уже после смерти Александра Сергеевича[18].
- «Интерьер комнаты жителя Оренбурга конца XIX — начала XX века». Основу экспозиции составил интерьер, переданный в музей наследниками оренбургского конезаводчика Иванова и включающий в себя польский буфет в стиле модерн, австрийское пианино в стиле рококо, кресла рококо фирмы «Гамбс», венские стулья фирмы братьев Тонет, стол и комод местного изготовления. В коллекции посуды представлены фарфор «Товарищества производства фарфоровых и фаянсовых изделий М. С. Кузнецова», серебряные столовые предметы, фаянс в псевдорусском стиле, стекло с заводов промышленников Мальцовых. Выставлены предметы гардероба данной эпохи (ажурный женский жакет ручной работы, корсет, мужские манишки, шёлковые носовые платки, обувь и т. д.)[19].
- «Судьба мимолётного стиля. Русский модерн в Оренбурге». Воссозданы интерьеры спальни и кабинета рубежа XIX—XX веков, составленные из предметов мебели и быта в стиле модерн и демонстрирующие особенности его проявления в русской провинции в указанный исторический период[20].

## Филиалы

### Мемориальный музей-гауптвахта Тараса Шевченко

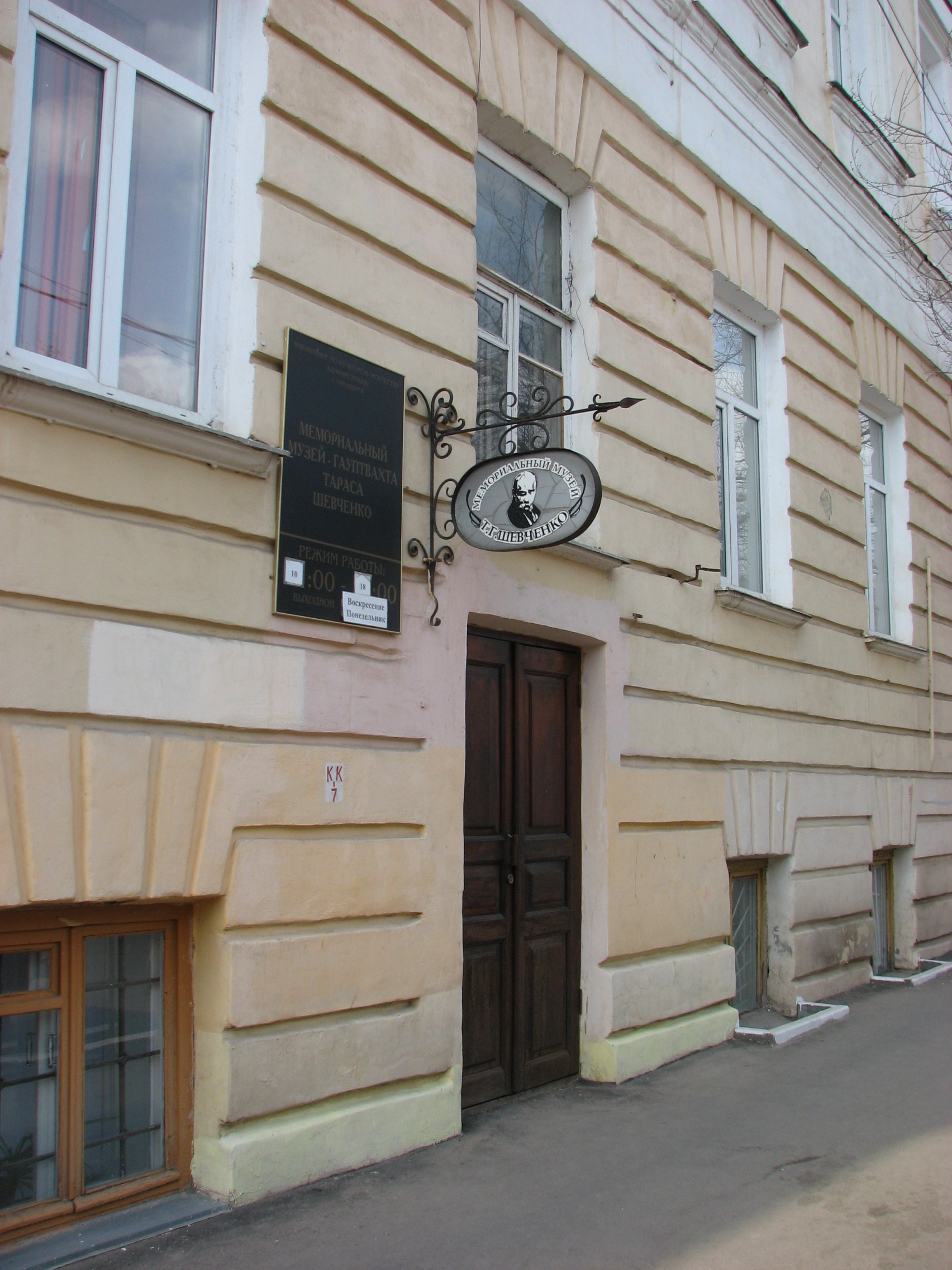
Музей-гауптвахта Тараса Шевченко

Музей-гауптвахта Тараса Шевченко (ул. Правды, 8 / ул. Советская, 24) — музей в подвальном помещении здания физико-математического лицея, где в 1850 году располагалась городская гауптвахта и куда был доставлен Тарас Шевченко, с 1847 года отбывавший воинскую повинность в Оренбургском крае как политический ссыльный.
Здание, в котором сейчас помещается музей, было построено в 1836—1841 годах (либо же завершено уже после 1842 года), предположительно по проекту войскового архитектора Уральского казачьего войска А. А. Гопиуса. Первоначально объект именовался «Дом особого назначения» и был предназначен для размещения инженерного и генерального штаба. С 1842 или 1844 года здесь размещался 2-й эскадрон Оренбургского Неплюевского военного училища, при этом южную часть цокольного этажа, ныне обращённую к улице Правды, занимала гауптвахта. С 1878 года в здании находился учительский институт, с 1894 года — реальное училище, в 1921—1933 годах — рабочий факультет Казанского политехнического института, с 1935 года — школа № 30, с 2010 года — физико-математический лицей. В годы Великой Отечественной войны здесь также находился госпиталь № 16-58. Здание имеет статус памятника культурного наследия регионального значения с 1987 года.
Тарас Шевченко был сослан на Оренбуржье в 1847 году за участие в Кирилло-Мефодиевском братстве и непозволительные стихи, в том числе содержавшие оскорбления императора и императрицы. Решение Третьего отделения о ссылке предполагало запрет писать и рисовать, и на оренбургскую гауптвахту поэт попал по доносу офицера Н. Исаева, сообщавшего, что ссыльный «пишет и рисует». На гауптвахте Шевченко находился с 27 апреля по 12 мая 1850 года, впоследствии в том же году он был отправлен в укрепление Новопетровское на Каспийском море.
Музей был создан согласно решению исполкома Оренбургского горсовета № 80 от 23 января 1984 года и открылся 9 марта 1989 года, к 175-летию со дня рождения Т. Г. Шевченко. По некоторым данным, помощь в создании музея оказывал киевский художник А. В. Гайдамака. Экспозиция насчитывает около 200 единиц хранения. В числе главных достопримечательностей — воссозданная камера, в которой Шевченко содержался в 1850 году. У входа на гауптвахту помещена фигура казака, в караульном помещении — офицера и солдата в полном обмундировании. Представлены рисунки Тараса Шевченко (портреты местных жителей, друзей по ссылке, пейзажи). С 2006 года в музее-гауптвахте действует также экспозиция, посвящённая политическим репрессиям 1930—1950-х годов.

### Мемориальный музей-квартира Юрия и Валентины Гагариных

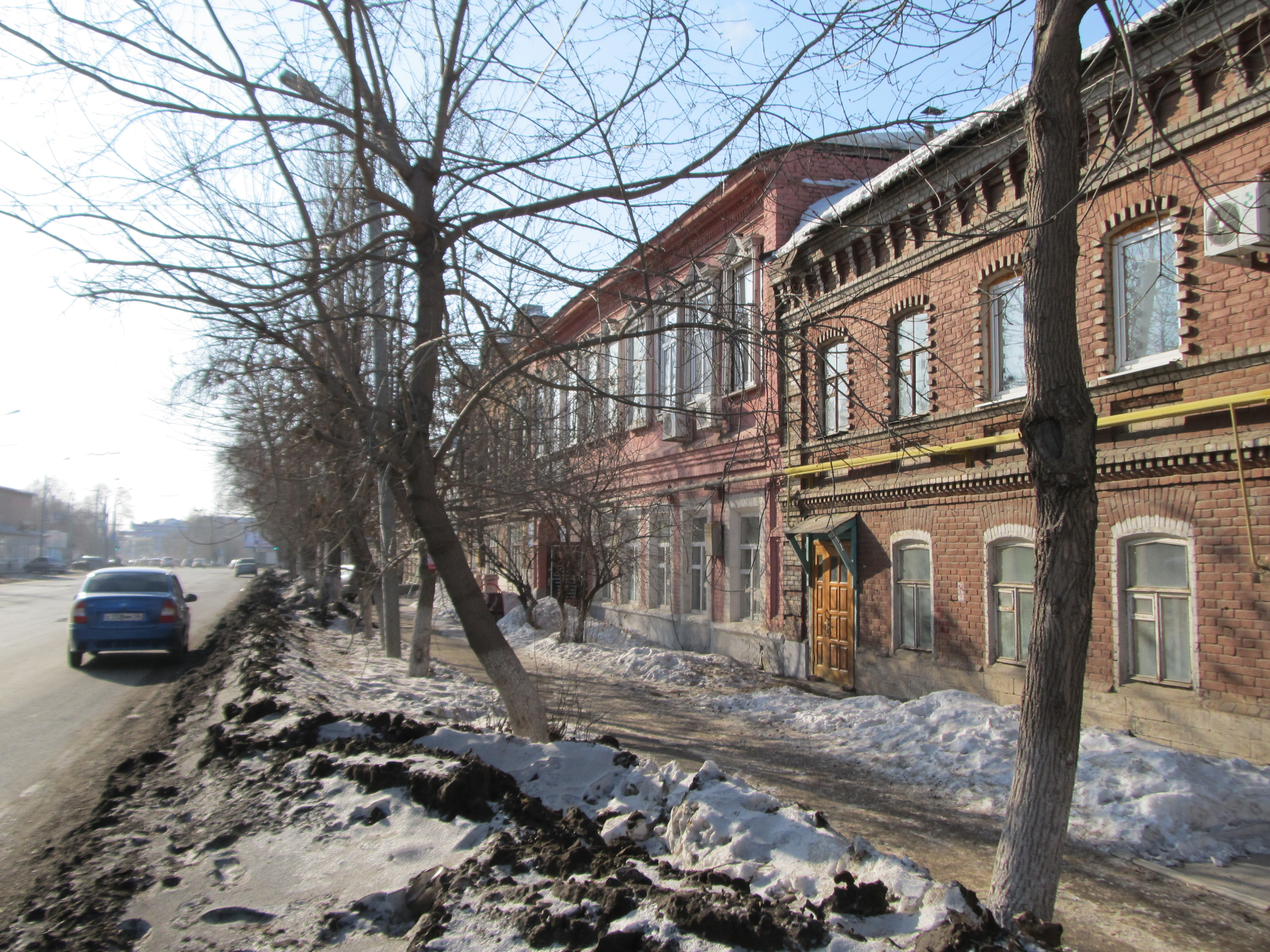
Музей-квартира Юрия и Валентины Гагариных

Музей-квартира Юрия и Валентины Гагариных (ул. Чичерина, 35) — музей в доме, в котором жила Валентина Горячева (в замужестве Гагарина) со своими родителями, и где в 1957 году состоялась свадьба будущего первого космонавта Юрия Гагарина и Валентины.
Семья Горячевых проживала в одной из комнат коммунальной квартиры на 6 семей на втором этаже бывшего купеческого дома (он принадлежал А. Т. Титеву и был построен в 1905—1906 годах в так называемом «кирпичном стиле»). На первом этаже находился интернат для слабовидящих детей. 27 октября 1957 года здесь Валентина Горячева вышла замуж за Юрия Гагарина, в 1955—1957 годах бывшего курсантом Первого Чкаловского военного авиационного училища лётчиков имени К. Е. Ворошилова. Некоторое время Гагарины жили на Чичерина, 35 в одной комнате с родителями Валентины, пока Юрий не отправился к месту службы — в авиацию Северного флота.
Впервые музей Ю. А. Гагарина открылся в этом здании вскоре после его гибели, в 1969 году, как школьный музей школы-интерната для слабовидящих детей. С 1993 года дом имеет статус памятника культурного наследия регионального значения. Как филиал Музея истории Оренбурга учреждение открыло свои двери для посетителей в апреле 2001 года, в честь празднования 40-летия первого полёта в космос, при содействии главы администрации Оренбурга Ю. Н. Мищерякова. 9 марта 2014 года, к 80-летию со дня рождения Юрия Гагарина, была открыта обновлённая и расширенная экспозиция. В 2016 году из-за аварийного состояния старого здания музей был закрыт, а в 2021 году, в день 60-летия первого космического полёта, открыт после реставрации.
Музейные залы включают в себя: мемориальный интерьер комнаты семьи Горячевых, кухню коммунальной квартиры, зал, рассказывающий о пребывании Гагарина в Оренбурге, мультимедийный зал для просмотра фильмов о Юрии Гагарине. Среди экспонатов — подлинные вещи семьи первого космонавта, в том числе покрывало для кровати, шторы, вышитые Валентиной Гагариной, её платья 1950—1970-х годов, переданные в дар музею, мебель соответствующей эпохи. Демонстрируются фильмы о первом космонавте и его семье, хроника с В. И. Гагариной в Звёздном городке. С помощью технологий виртуальной реальности посетителям представлена имитация экспедиции на Международную космическую станцию.
Среди почётных гостей музея в разные годы были сама Валентина Ивановна Гагарина и члены её семьи, космонавты В. В. Терешкова, Ю. В. Лончаков, Г. М. Манаков, Ю. В. Романенко и Р. Ю. Романенко.

### Дом Памяти

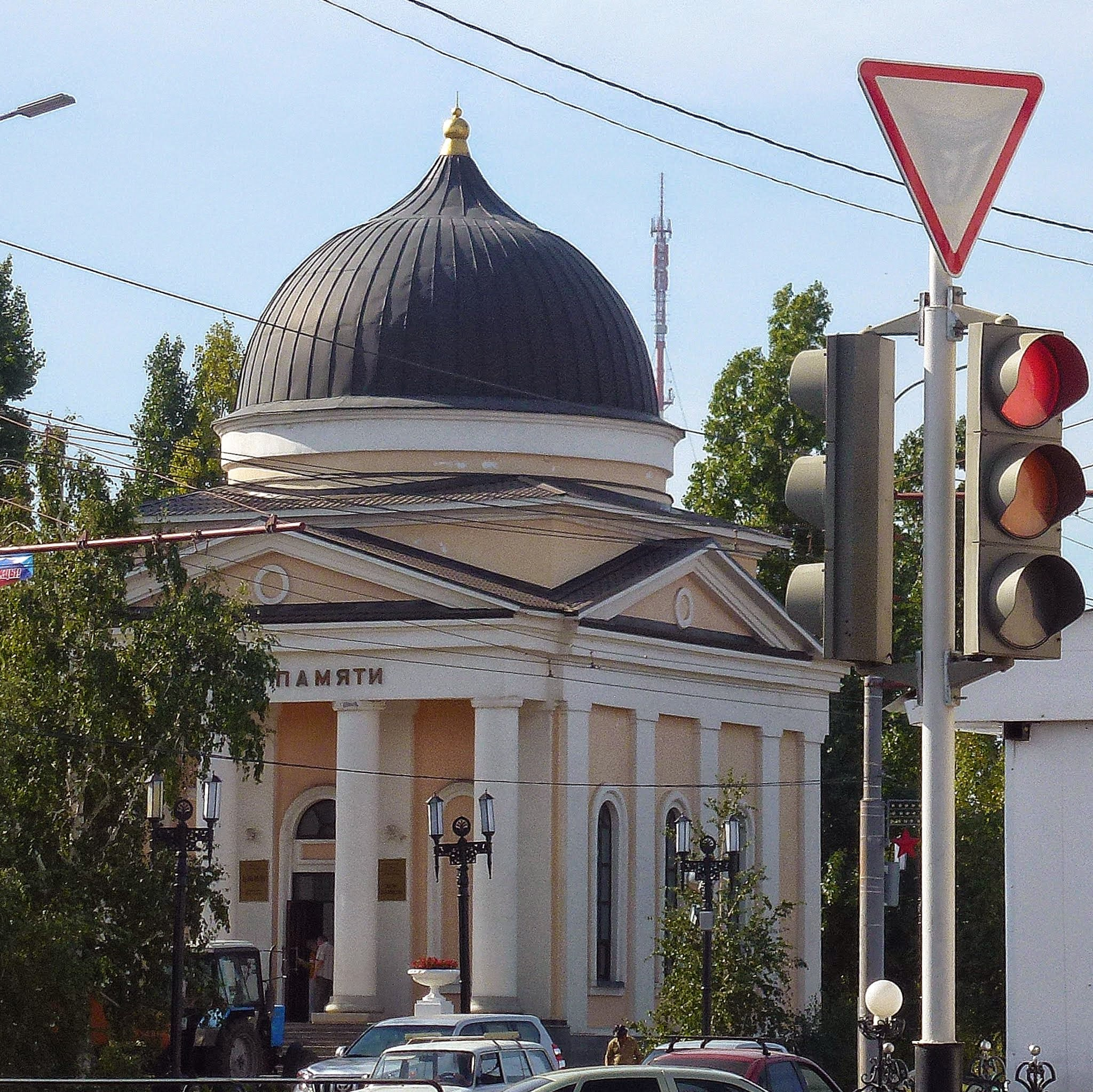
Дом Памяти

Дом Памяти (просп. Победы, 100/1) — мемориальный музей, расположенный на проспекте Победы приблизительно на одной оси с мемориалом «Вечный огонь» и являющийся его смысловым продолжением.
Здание музея в виде часовни, в строгом классическом стиле, по проекту архитектора С. Е. Смирнова, было заложено 22 июня 2000 года в присутствии мэра Оренбурга Г. П. Донковцева и бывшего руководителя города, почётного гражданина Ю. Д. Гаранькина. Открытие состоялось 15 августа 2003 года.
Задача музея — увековечить память жителей Оренбурга. Имена граждан, похороненных в городе с 1900 года, занесены в компьютерную базу данных и, частично (период с 1924 по 1955 год), в настольные альбомы, находящиеся в центральном зале музея. С 1999 года выпускается «Книга Памяти» с именами всех умерших за год оренбуржцев, с подробной информацией о выдающихся горожанах. Эти книги также хранятся в музее. На мраморных досках в музее запечатлены имена воинов-интернационалистов, погибших в Афганистане; жителей Оренбурга — ликвидаторов аварии на Чернобыльской АЭС; сотрудников милиции, погибших при исполнении служебного долга; оренбуржцев, погибших во время военных действий на Кавказе в 1990-х и 2000-х годах.
В музее также хранятся «Книги Памяти» по погибшим в годы Великой Отечественной войны, в ходе войны в Афганистане, по жертвам политических репрессий. В задачу сотрудников музея входит в том числе и пополнение списков ветеранов Великой Отечественной войны, умерших в послевоенное время, которые размещены на плитах мемориала «Вечный огонь». Дом Памяти организует выставки ко Дню Победы, мероприятия в День памяти воинов-интернационалистов. В музее существует постоянная экспозиция «Почётные граждане города Оренбурга». Почётному гражданину Оренбурга Юрию Гаранькину, участвовавшему в закладке Дома Памяти, в 2014 году установлен бюст в сквере рядом с музеем.

### Музей космонавтики

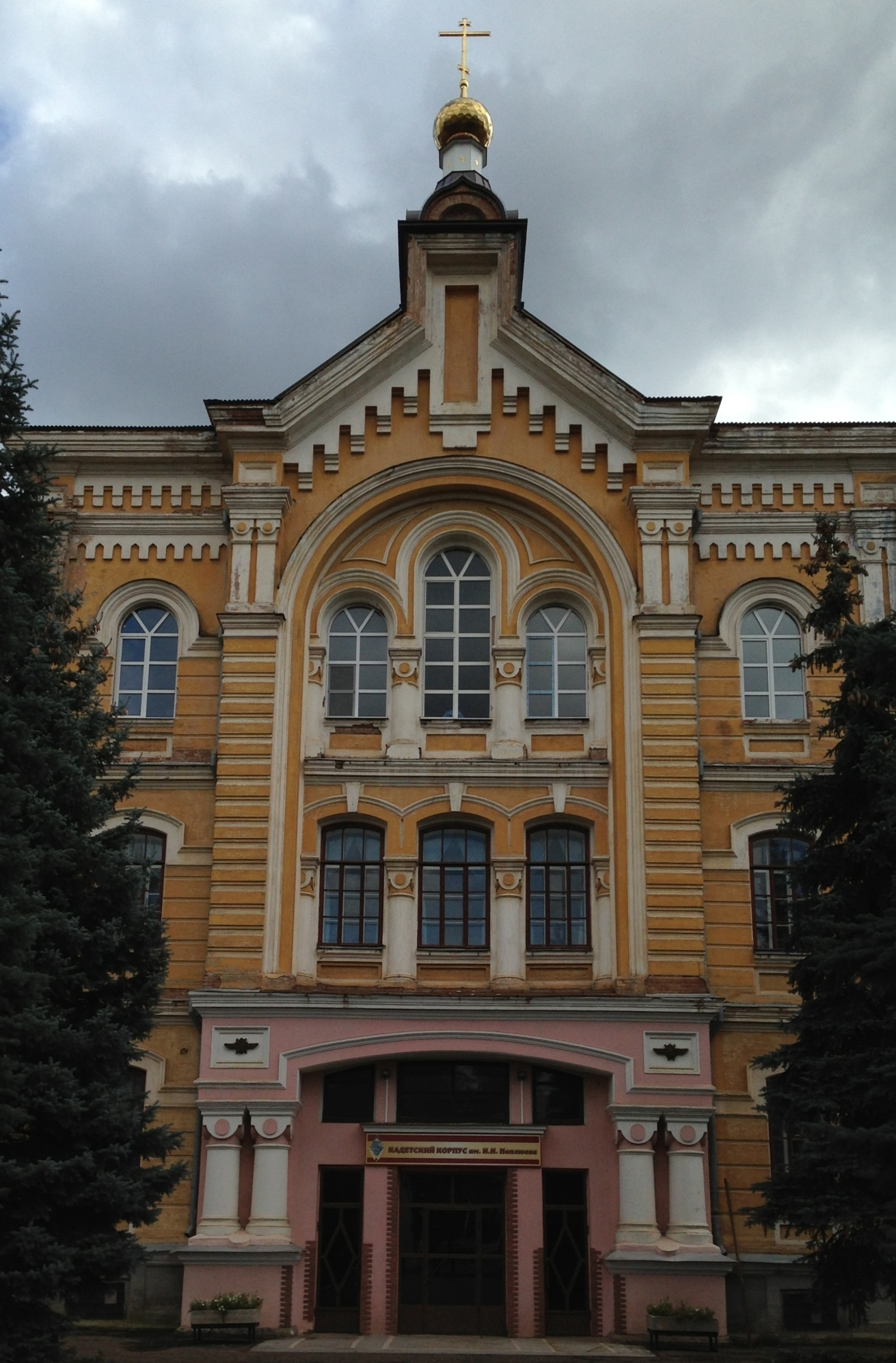
Улица Челюскинцев, 17

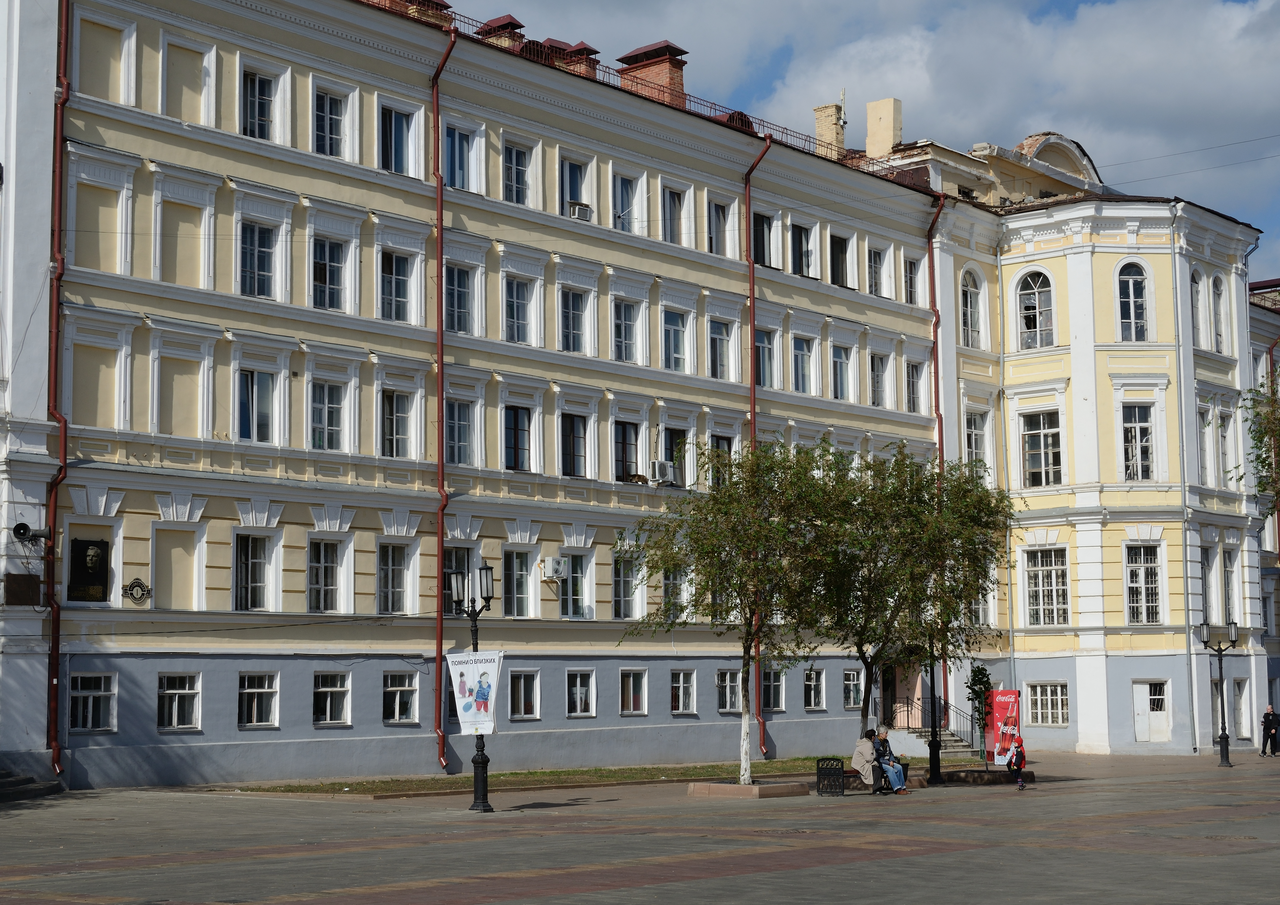
Улица Советская, 1. Видна мемориальная доска Ю. А. Гагарину

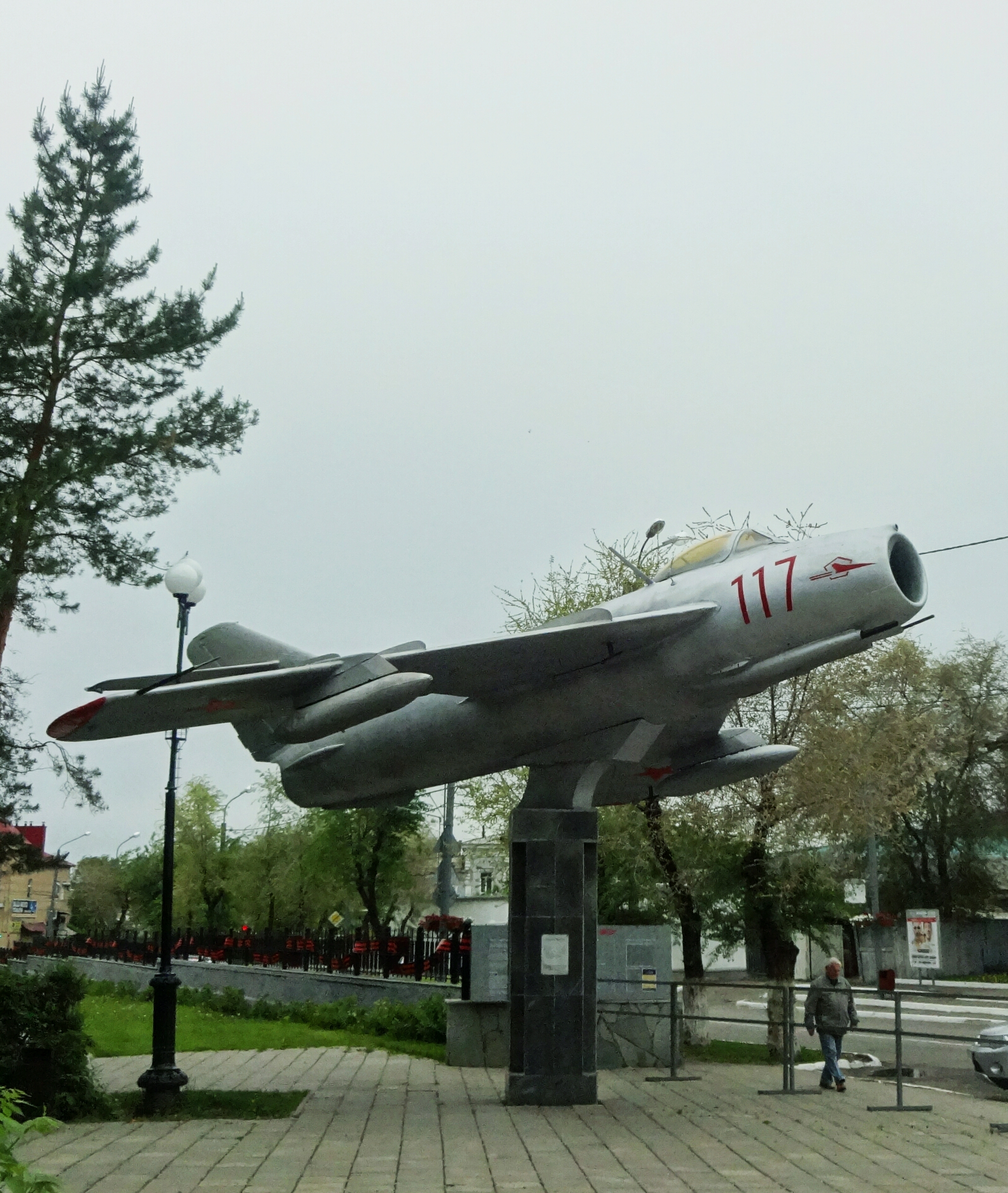
Самолёт Юрия Гагарина перед зданием музея

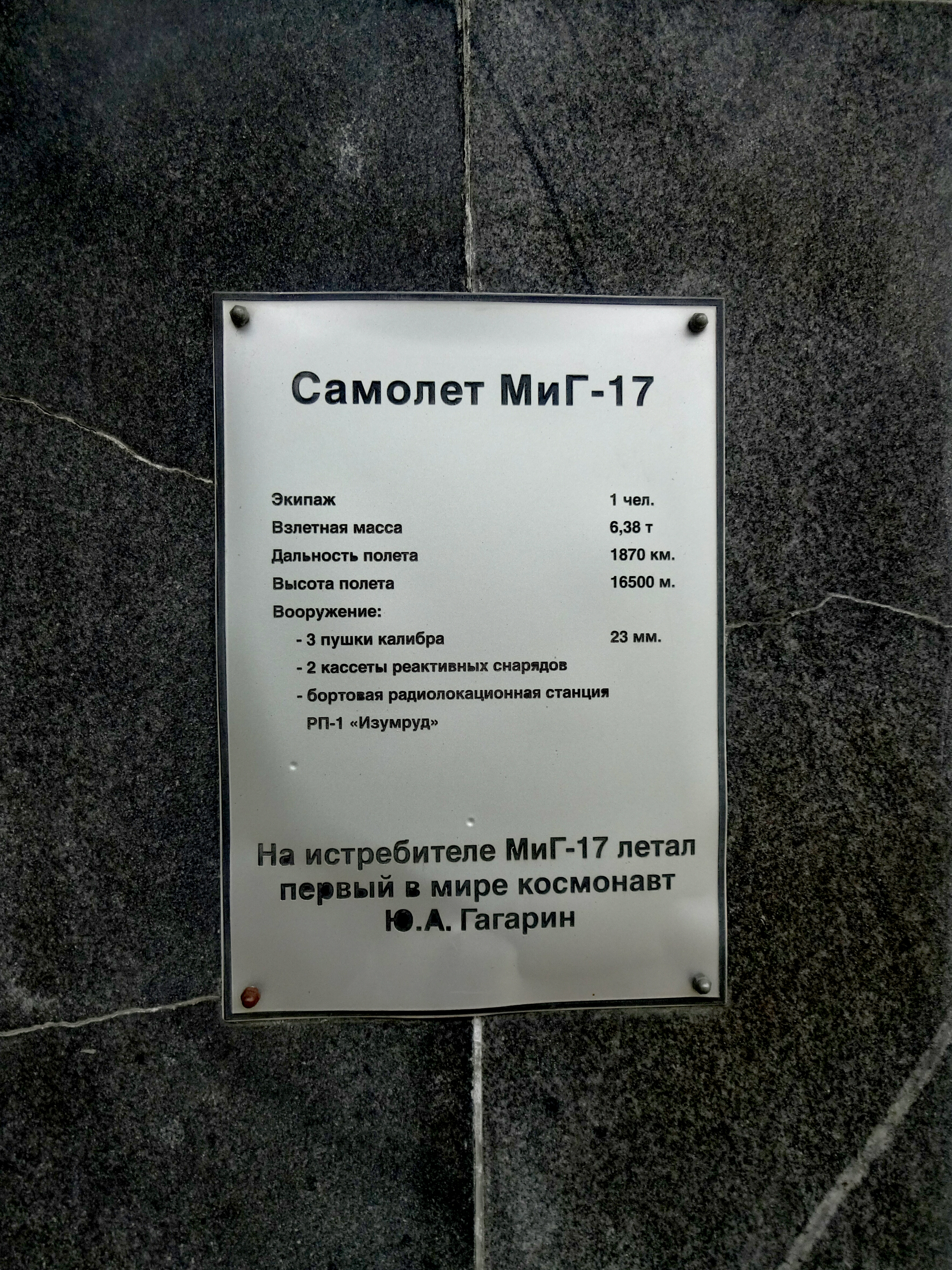
Табличка на постаменте самолёта-памятника

Музей космонавтики (ул. Челюскинцев, 17) — бывший музей истории и боевой славы Оренбургского высшего военного авиационного Краснознамённого училища лётчиков имени И. С. Полбина (ОВВАКУЛ), переданный в состав Музея истории Оренбурга.
Здание, в котором находится музей, было построено по инициативе генерал-губернатора Оренбургской губернии Н. А. Крыжановского в районе бывшей Форштадтской (или Войсковой) площади для Оренбургской духовной семинарии. Главный корпус семинарии в русско-византийском стиле, построенный при участии епархиального архитектора Оренбургской епархии Ф. Д. Маркелова (сам проект здания был составлен технико-строительным комитетом министерства внутренних дел и утверждён министром генералом от кавалерии А. Е. Тимашевым, поскольку разработанный в Оренбурге проект был забракован в 1876 году), был передан епархии 11 января 1883 года. В следующем году семинария была открыта, 24 августа 1884 года семинария и церковь при ней были освящены оренбургским епископом Вениамином.
После закрытия духовной семинарии, в мае 1918 года, здание было передано для нужд Красной армии. В 1919 году, в период Гражданской войны, здесь размещался штаб 28-го Уральского полка. С октября 1927 года (по одним данным) либо с мая 1928 года (по другим) в бывшей духовной семинарии разместилась Серпуховская высшая военная авиационная школа воздушного боя, переведённая в Оренбург из Серпухова (впоследствии — ОВВАКУЛ). Именно в военной школе лётчиков 18 марта 1929 года выступал народный комиссар просвещения РСФСР А. В. Луначарский (в результате ошибки в документах с 1987 года зданием — памятником культурного наследия регионального значения, где выступал нарком и где ранее находился штаб 28-го полка, числится дом по адресу: улица Челюскинцев, 11).
С 1960 года или 1961 в Оренбургском высшем военном авиационном училище лётчиков, согласно приказу министра обороны СССР о создании комнат боевой славы и музеев при воинских частях, существует Комната боевой славы, к середине 1960-х годов превратившаяся в полноценный Музей истории училища. В 1971 году в музее было уже три экспозиционных зала. В 1986 году началась реконструкция музея, завершившаяся открытием обновлённой экспозиции 10 августа 1991 года.
После закрытия училища в 1993 году музей длительное время существовал самостоятельно. Здание первоначально заняла военно-транспортная дивизия, с 1995 года — школа-интернат с первоначальной лётной подготовкой (ГБОУ «Оренбургская кадетская школа-интернат имени И. И. Неплюева»). С 2007 года часть здания занимает также возрождённая Оренбургская духовная семинария. 1 ноября 2007 года на основании решения главы города Оренбурга от 22 июня того же года Музей космонавтики стал филиалом Музея истории Оренбурга. С 2006 года строение на Челюскинцев, 17 указом губернатора Оренбургской области имеет статус памятника культурного наследия регионального значения.
Являясь бывшим объектом религиозного назначения, здание, где находится музей, должно быть возвращено Русской православной церкви (предполагалось, что это произойдёт к 2016 году). Поэтому с 2011 года обсуждается возможность переезда музея в другое помещение, также в своё время принадлежавшее ОВВАКУЛ (улица Советская, 1). Именно здесь учился Юрий Гагарин в бытность курсантом училища, о чём говорит мемориальная доска на фасаде дома на Советской, 1. В связи с неудовлетворительным техническим состоянием нового здания и проблемами прав собственности перспективы переезда находятся под вопросом.
Экспозиция музея посвящена трём этапам истории Оренбургского авиационного училища. Первый из них — этап становления лётной школы: 1920-е и 1930-е годы, жизнь и деятельность выпускника школы Валерия Чкалова, учившегося в ней ещё до её перевода в Оренбург. Второй период — Великая Отечественная война, подвиги Ивана Полбина, имя которого училище носило с 1967 по 1993 год, Михаила Девятаева и других героев-выпускников. Среди экспонатов — символический ключ от города Берлина, земля из Сталинграда.
Третий зал Музея космонавтики рассказывает о собственно покорении космоса. Здесь представлены вещи самого знаменитого выпускника училища — Юрия Гагарина. Это его тренировочный скафандр, в котором Гагарин тренировался в 1966—1967 годах, в рамках подготовки к возможному полёту на «Союзе-1», кислородная маска, шлемофон, куртка от комбинезона, переданные им в музей во время посещения училища 13 октября 1962 года. В числе экспонатов — копия коллективного фото выпускников 1957 года (выпуск Гагарина), свидетельство о присвоении имени Гагарина астероиду. Часть экспозиции посвящена другим космонавтам, учившимся в Оренбургском авиационном училище, — Ю. В. Лончакову, В. В. Лебедеву, А. С. Викторенко.
Перед зданием музея в качестве памятника установлен, согласно табличке на постаменте, истребитель МиГ-17 (в других источниках, вероятно, ошибочно, упоминается МиГ-15 или даже МиГ-15бис), на котором курсантом летал Юрий Гагарин. Монумент появился в 1963 году, по некоторым данным, первоначально он был установлен у корпуса училища на Советской, 1. На нынешнее место самолёт-памятник был перенесён уже после 1974 года, когда, согласно постановлению Совета министров РСФСР, был взят под охрану. На сегодня он имеет статус памятника федерального значения. Напротив него установлен бюст И. С. Полбина, за ним — мемориал героев-выпускников училища с именными стелами, реконструированный в 2007 году. Также на здании имеется мемориальная доска Ю. А. Гагарину.

### Оренбургский народный музей защитников Отечества имени генерала М. Г. Черняева
Оренбургский народный музей защитников Отечества (ул. Цвиллинга, 92) — военный музей гражданско-патриотической направленности, ставящий своей целью сохранение памяти о боевом прошлом Русской императорской армии и Советской армии. Носит имя генерал-лейтенанта М. Г. Черняева.
Музей был открыт 7 мая 2010 года, к 65-летию победы в Великой Отечественной войне, в здании, построенном в 1948 году немецкими и японскими военнопленными. В 2014 году он стал филиалом Музея истории Оренбурга.
Экспозиция, насчитывающая несколько сотен экспонатов по военной истории России XIX—XXI веков, размещена в одном экспозиционном зале. Основная её часть посвящена Великой Отечественной войне. В 2015 году, к пятилетию музея и в рамках празднования 70-летия Победы, в музее была открыта диорама «Берлин. 1945. Май», созданная оренбургскими стендовыми моделистами. Музей проводит научно-практические конференции, занятия для учащихся, различные памятные и образовательные мероприятия, организует работу кружков и факультативов.